# Statuto di Autonomia dell'Andalusia

Scudo dell'Andalusia.

L'Andalusia ha avuto accesso all'autonomia mediante la denominata via rapida, contemplata nell'articolo 151 della Costituzione spagnola del 1978. Seguendo questo procedimento, si è costituita la Comunità Autonoma dell'Andalusia il 28 febbraio 1980, dichiarando nell'articolo 1º del suo Statuto di autonomia che quest'ultima è giustificata nella "identità storica, nell'autogoverno che la Costituzione permette a tutte le nazionalità, in piena uguaglianza col resto delle nazionalità e regioni che compongono la Spagna, e con un potere che emana dalla Costituzione e il popolo andaluso riflesso nel suo Statuto di Autonomia".
Si tratta dell'unica Comunità Autonoma che ha indetto un referendum per la sua costituzione.

## Statuto di Autonomia del 1981
Gli autori dello Statuto di Carmona sono: Ángel M. López y López, Juan Carlos Aguilar Moreno, José Rodríguez de la Borbolla y Camoyán, Miguel Ángel Pino Menchén, Carlos Rosado Cobián, Pedro Serrera Contreras e Javier Pérez Royo.

## Statuto di Autonomia del 2007
Il 18 febbraio del 2007 fu indetto un referendum per la forma dello statuto andaluso.

Alla domanda: 
 il popolo andaluso rispose:
| Censo              | 6.045.560 |        |
| Censo scrutato     | 6.045.560 | 100%   |
| Totale dei votanti | 2.193.497 | 36,28% |
| Astenuti           | 3.852.063 | 63,72% |
| Voti nulli         | 20.966    | 0,96%  |
| Voti validi        | 2.172.531 | 99,04% |

| Sì        | 1.899.860 | 87,45% |
| No        | 206.001   | 9,48%  |
| In bianco | 66.670    | 3,07%  |

Venne promulgato il 19 marzo 2007.